# De Verwondering
De verwondering is een roman van de Vlaamse schrijver Hugo Claus die in 1962 werd uitgegeven door De Bezige Bij. Het hoofdpersonage, Victor-Denijs de Rijckel, is een leraar Engels-Duits die in een psychiatrische instelling verblijft. In verschillende handschriften vertelt hij over zijn verblijf in de instelling en wat er allemaal gebeurde voor hij werd opgenomen. In de dagen voor zijn opname ontmoet hij een jongedame, Alessandra Harmedam, en door deze ontmoeting onderneemt De Rijckel een queeste naar Hekegem, een klein fictief dorp, waar enkele dorpsbewoners in de ban zijn van een SS'er, Crabbe, die stierf aan het Oostfront. Victor-Denijs de Rijckel blijkt een mentaal instabiele protagonist te zijn, die geconfronteerd wordt met de gevolgen van trauma's opgelopen door collaboratie en repressie. De roman is in acht verschillende talen vertaald en won in 1964 de August Beernaertprijs.

## Paratekst
Claus verklaart de titel van zijn werk zelf als een verwijzing naar Aristoteles als "de toestand van de mens voor het denken" beschrijft. De titel van de roman refereert aan de leer van Aristoteles met name het deel van zijn filosofie dat zich met metafysica bezighoudt. De titel is vooral te verbinden met de gedachte uit de Metafysica dat 'de oorsprong van elk denken gelegen is in de verwondering'.   Volgens Aristoteles ging de verwondering vooraf aan twee manieren om betekenis te geven aan het bestaan: mythologie en de wetenschap. Als je verwondering op deze manier verklaart, dan is deze niet noodzakelijk zaligmakend, maar geeft het wel de hoop op nieuwe perspectieven en misschien zelfs een beginnend gevoel van verzet. Daarom wordt verwondering ook omschreven als "de oorsprong van elk denken", verwondering zet namelijk aan tot nadenken. De protagonist in dit werk van Claus verkeert in een staat van verwondering, De Rijckel is op zoek naar een zekerheid, is op zoek naar verwondering om bijgevolg betekenis te kunnen geven aan zijn leven.
Voor de omslagillustratie van de eerste druk koos Claus een harpij, een mythologisch figuur. Die gekozen illustratie kan verwijzen naar het hellevaartmotief waarvoor we  in De verwondering ook al verwijzingen vinden.  De illustratie verwijst ook naar de Divina Commedia van Dante. Harpijen komen immers voor in Dante's tocht door de hel in Canto XIII. De illustratie blijkt overgenomen te zijn uit het boek getiteld Arts fantastiques uit 1960 van de Franse schrijver Claude Roy. In dat werk werd het beeld van de 'hybridische' harpij vergezeld door de uitspraak "l'homme est autre chose que ce qu'il est, et le poète, le comédien, le romancier sont ceux qui tirent parti de ce dédoublement premier pour devenir ce qu'ils ne sont pas en s'accomplissant eux-mêmes". Vrij vertaald betekent dit dat de mens iets anders is dan wat hij denkt te zijn en de dichter, de komiek en de schrijver zijn degenen die baat hebben bij deze eerste verdubbeling om te worden wat ze niet zijn door het zelf te vervullen. Deze uitspraak kan slaan op het hoofdfiguur in De verwondering van Claus, die erg schizofreen overkomt. Het werk van Roy circuleerde overigens binnen de kringen van Hugo Claus.
De omstreden omslagillustratie vertoont tevens troebelheid. Heldere afbakeningen zijn moeilijk waarneembaar. De cirkel die op het eerste gezicht te zien is, blijkt dan toch geen cirkel te zijn. Aan de cirkel kunnen meerdere interpretaties gegeven worden. Zo kan je de cirkel zien als een vergrootglas, een kijkgat of een lichtbundel, maar ook een 'looking glass'. In die cirkel die geen cirkel is staat de harpij die teken staat voor dubbelheid. Het wezen is zowel mens als dier, het staat zowel voor iets moois en erotisch als voor iets monsterlijks.
Het motto van het werk is een Castiliaans spreekwoord: "‘Tú que no puedas, llevame a cuestas". Dit betekent zoveel als; "Jij, die het niet kan, draag me op de rug". Het is een gezegde dat onmogelijk is: iemand die iets niet kan, wordt toch opgedragen om het te doen. Het kan een religieuze verwijzing zijn naar de erfzonde waardoor het goede onmogelijk is, maar het kan ook wereldlijk begrepen worden als de mens die zijn eigen menselijkheid niet kan dragen. Op welke van de twee manieren het ook begrepen wordt, het gezegde heeft een heroïsch motief. Ondanks dat de opdracht onmogelijk is, doen we het toch. Het spreekwoord kan echter ook slaan op het Vlaams-nationalisme dat zichzelf de onmogelijke ‘maar toch schone’ taak geeft om de Vlaming te verheerlijken en de verraders te verwoesten

## Synopsis
De gescheiden leraar Victor-Denijs de Rijckel leeft een uitzichtloos leven in het West-Vlaamse Oostende. Op een avond besluit hij om naar het zogenaamde Bal van het Wit Konijn te gaan. Op dat bal merkt hij een woordenwisseling tussen een man een en een vrouw op. De vrouw is knap en jong en intrigeert de leraar diep. De volgende dag ontmoet De Rijckel een jonge leerling van zijn school. De jongen blijkt Albert Verzele te heten en had de leraar de vorige dag gezien op het bal. Verzele vertelt De Rijckel dat de mysterieuze dame Alessandra Harmedam heet. De Rijckel is zo geïntrigeerd door de jonge dame dat hij besluit om met de leerling, Albert Verzele, een heuse queeste te ondernemen naar haar woonst: Kasteel Almout te Hekegem. Daar treft De Rijckel niet enkel de vrouw aan die hij zo begeert, maar ook een groep mensen die een verdwenen oostfrontstrijder genaamd Crabbe vereren. Zo is er de beeldhouwer Sprange die allerlei standbeelden van Crabbe maakte voor in de tuin van het kasteel en de moeder van Alessandra, Alice Harmedam, die Crabbe zag als een soort pleegzoon. Op het kasteel wordt De Rijckel door de familie Harmedam verkeerdelijk aanzien voor de Nederlandse dr. Heerema die een artikel heeft geschreven over het Vlaams-nationalisme. Dr. Heerema was namelijk uitgenodigd om naar Kasteel Almout te komen, waar enkele dagen later een bijeenkomst zou plaatsvinden van voormalige Verdinaso-leden. Door deze ongelukkige persoonswisseling wordt nu van De Rijckel verwacht dat hij een speech houdt voor alle leden die zich tijdens een congres hebben verzameld in het kasteel. In de dagen na de aankomst van De Rijckel en Verzele, beleven Alessandra Harmedam en De Rijckel een kortstondige romance, maar Alessandra kent nog steeds niet de ware identiteit van De Rijckel en denkt dus nog altijd dat hij Dr. Heerema is. Uiteindelijk wordt de leraar op de dag van het congres ontmaskerd door Alessandra en Sprange en meegenomen naar een psychiatrische instelling waar hij deze gebeurtenissen en andere anekdotes over zijn leven neerschrijft in vier verschillende handschriften.

## Structuur
De roman bevat eenentwintig hoofdstukken en een viervoudig vertelperspectief.  De verteller is Victor-Denijs de Rijckel, een leraar Engels en Duits die opgenomen is in een psychiatrisch ziekenhuis. Hij heeft vier verschillende handschriften. De vier verhaalmodi wisselen elkaar bijna elk hoofdstuk af, waardoor de verhaalstrengen telkens onderbroken en enkele hoofdstukken later terug hervat worden. Deze vier vertelperspectieven noemt De Rijckel "handschriften". De handschriften kunnen als volgt onderverdeeld worden:
- Huiswerk voor Korneel: in opdracht van zijn psychiater Korneel van den Broecke moet De Rijckel opschrijven wat er precies is gebeurd voor zijn opname. Hij moet het echter op een afstandelijke manier schrijven[9] en schrijft daarom over zichzelf in de derde persoon enkelvoud. Deze hoofdstukken krijgen telkens een cursieve titel. Kevin Absillis wijst in zijn nawoord van de tekstkritische editie van De Verwondering erop dat de queeste naar Almout het patroon volgt van de "klassieke heldenreis".[10]

- Geheim notitieboek: door het maken van zijn 'huiswerk', wordt De Rijckels geheugen getriggerd en schrijft hij enkele herinneringen in het notitieboek. Daarnaast zijn er nog verschillende "aanvullingen en commentaren"[11] over gebeurtenissen in Oostende en in Hekegem die De Rijckel bij zijn huiswerk heeft die hij ook opschrijft in zijn notitieboek. De afstandelijkheid die hij van zijn psychiater moet hanteren tijdens het schrijven, past hij in zijn notitieboek niet toe. Er wordt namelijk in de eerste persoon enkelvoud geschreven.
- Geheim dagboek: De Rijckels verzorgster, Fredine, die in de psychiatrische instelling werkt, smokkelt enkele vellen papier naar binnen voor haar patiënt. Dit wordt zijn dagboek waarin hij schrijft over zijn dagen in de instelling. Opnieuw hanteert hij de eerste persoon enkelvoud.
- Wij-passages: hier etaleert De Rijckel zichzelf als een soort "spreekbuis van een volkse gemeenschap"[12] en vertelt hij in de eerste persoon meervoud over enkele gebeurtenissen die plaatsvonden tijdens de Tweede Wereldoorlog. Joris Duytschaever maakt deze vierde onderscheiding niet in zijn boek Over De Verwondering van Hugo Claus en beweert dat de wij-passages nog bij zijn notaboek horen.[13] Kevin Absillis maakt deze vierde onderscheiding wel in zijn nawoord bij de tekstkritische editie van de roman.[12]

De queeste van Victor-Denijs de Rijckel loopt als rode draad door het verhaal. De queeste heeft de opbouw van een heldenreis. "Een held in wording beantwoordt aan de lokroep van het avontuur, daalt af in een onderwereld, schakelt tegenstanders uit, overwint demonen en verovert een prinses of een sacraal object." Voor een uitgebreide uitleg over de heldenreis, kan de Universiteit van Vlaanderen geraadpleegd worden, waar Kevin Absillis een gedetailleerde uitleg geeft over de queeste van De Rijckel.
Voor een chronologische volgorde van de hoofdstukken, kan het werk van Lars Bernaerts meer duidelijkheid scheppen. Hij stelde namelijk een volledig schema op dat de structuur van het volledige verhaal weergeeft.

## Inhoud

### Eerste handschrift
De Rijckel beschrijft wat hij meemaakte in de laatste dagen voor zijn opname. Dit doet hij in opdracht van zijn psychiater dr. Korneel van den Broecke, die gelooft dat dit een therapeutische werking zal hebben. De Rijckel noemt het zijn huiswerk. Hij schrijft over zichzelf in de hij-vorm ("de leraar") en gebruikt de verleden tijd. Dit schrift bevat vijf hoofdstukken met telkens een cursieve titel.
Ontmoeting: In een Oostendse school vraagt de Prefect aan Victor-Denijs De Rijckel, leraar Engels en Duits, om een inleiding te geven bij zijn spreekbeurt op een vergadering die avond. In plaats daarvan gaat de leraar echter naar het Bal van het Wit Konijn in de Kursaal. Daar ziet hij een mooie vrouw die een financieel aanbod van autoverkoper Teddy Maertens afslaat. De Rijckel en Maertens achtervolgen haar wanneer ze de pier op wandelt.
Verkenning: Samen met de leerling Albert Verzele neemt De Rijckel de bus naar het fictieve dorpje Hekegem op zoek naar de vrouw van de vorige avond, die Alessandra blijkt te heten en daar in kasteel Almout zou wonen. Op verkenning in het kasteelbos zien ze de beeldhouwer Sprange die een verzameling beelden gemaakt heeft van Crabbe. Daarna nemen ze hun intrek in de herberg van Pier. 
Aanval: Tot zijn verrassing wordt De Rijckel hartelijk ontvangen op kasteel Almout door Alessandra, haar ouders en Sprange. Per abuis aanzien ze hem voor de Nederlandse dr. Heerema, die een artikel geschreven heeft over Vlaams-nationalisme. Het is een kasteel in negentiende-eeuwse stijl: empire en second empire. Alleen een asbak met een beeltenis van Cyriel Verschaeve dateert uit de twintigste eeuw. Alleen aan Alessandra bekent hij dat hij niet dr. Heerema is. De Rijckel gelooft dat Crabbe plaatsgenomen heeft in zijn lichaam.
Bezetting: Herbergier Pier verdenkt De Rijckel ervan een pedofiel te zijn die Verzele gekidnapt heeft. In werkelijkheid wordt De Rijckel de tweede minnaar van Alessandra. (Crabbe was de eerste.) Op het kasteel vindt een bijeenkomst plaats van voormalige Verdinaso-leden.
Vlucht zonder verdediging: De Rijckel begint een toespraak te geven als dr. Heerema. Dit wekt de woede op van Alessandra, die vindt dat hij hun ideologie bespot. Ten onrechte verdenkt ze hem ervan een spion en een Jood te zijn. Hij ontkent dit niet, en vlucht naar de herberg. Hij pikt Verzele op, en ze slaan samen op de vlucht, achtervolgd door Sprange en de woedende dorpelingen. Hij wordt in elkaar geslagen en naar het psychiatrisch ziekenhuis gevoerd.

### Tweede handschrift
In een schriftje dat zijn verpleegster Fredine binnengesmokkeld heeft, houdt De Rijckel een dagboek bij ("mijn schrift") over zijn ervaringen in het heden (oktober-november 1961). Hiervoor gebruikt hij de ik-vorm en de tegenwoordige tijd. Hij vermeldt dat het ziekenhuispersoneel geweld gebruikt en dat hij dagelijks chloorpromazine toegediend krijgt. Volgens Fredine is hij opgenomen omdat hij op school begon te schreeuwen bij het zien van zijn ex-vrouw Elizabeth.

### Derde handschrift
Louter voor zichzelf schrijft hij nog meer herinneringen op in zijn eigen notaboekje. In de ik-vorm en de tegenwoordige tijd geeft hij commentaar bij de recente gebeurtenissen in Oostende en Hekegem; in de verleden tijd vertelt hij ook over gebeurtenissen die zich langer geleden afspeelden.
Hij beweert dat hij na het Bal van het Wit Konijn Alessandra's leven gered heeft toen ze zelfmoord probeerde te plegen door van de pier te springen. 
Hij vertelt over zijn mislukte huwelijk met zijn voormalige leerlinge Elizabeth. Terwijl ze nog minderjarig was, ging hij met haar naar houthandel Haakebeen. Ze citeerden er Emily Dickinson en bedreven de liefde. Ze raakte zwanger en ze trouwden. Een jaar geleden zijn ze gescheiden.
Al schrijvende probeert hij zich te herinneren wat de anderen hem over de mysterieuze Crabbe verteld hebben. Deze werd omstreeks 1922 als vondeling opgenomen in het gezin Harmedam. Onder invloed van zijn held De Keukeleire werd hij lid van het Verdinaso. Hij was ooggetuige toen De Keukeleire op 20 mei 1940 zonder proces geëxecuteerd werd in het Franse Romazin. Daarna streed Crabbe als SS-Scharführer aan het Oostfront in het regiment van de Blauwvoeters. Uiteindelijk deserteerde hij en raakte vermist. In Hekegem kreeg hij een heldenstatus. Er ontstonden verschillende hypothesen over zijn dood, en sommigen bleven hopen dat hij terug zou keren.

### Vierde handschrift
Eveneens in zijn eigen notaboekje gebruikt De Rijckel de wij-vorm om herinneringen op te halen aan de repressie, die plaatsvond in de dagen onmiddellijk na de Bevrijding. Er werd toen afgerekend met verschillende collaborateurs. Herman Haakebeen, houthandelaar en leider van DeVlag, had tijdens de Tweede Wereldoorlog een leidinggevende functie bij Winterhulp (in België anti-Duits). Richard Harmedam werd ineengeslagen op de markt van Oostende.

### Einde
Op het einde schrijft De Rijckel een brief aan dr. Van den Broecke waarin hij klaagt over zijn behandeling en aankondigt dat hij het ziekenhuis zal ontvluchten. Zijn notities laat hij liggen. Niet in staat zichzelf te bedwingen begint hij op de kade van Oostende opnieuw te schreeuwen.

## Personages
- Victor-Denijs de Rijckel is het hoofdpersonage van de roman. Hij is 37 jaar oud en leraar Engels-Duits aan het Atheneum van Oostende in West-Vlaanderen. Hij is getrouwd geweest met zijn leerlinge Elizabeth. De Rijckel verblijft op het moment dat hij zijn verhaal schrijft in een psychiatrische instelling.
- Albert Verzele is een dertienjarige schooljongen, die les volgt aan het Atheneum van Oostende. Hij vergezelt De Rijckel tijdens zijn avontuur. Verzele is een groot bewonderaar van Crabbe. Net zoals Crabbe koestert hij fascistische ideeën.
- Alessandra Harmedam is een rijke vijfendertigjarige vrouw, die samen met haar ouders in Hekegem in kasteel Almout woont. Zij en haar familie zijn doordrongen van fascistische politieke opvattingen. Ze is de biologische dochter van Alice Harmedam en Maurice de Keukeleire, maar officieel is haar vader de oude fotograaf Richard Harmedam. De Rijckel is geobsedeerd door haar. Via Alessandra komt De Rijckel in contact met de fascistische beweging. Later in het verhaal worden zij en De Rijckel minnaars.
- Jan-Willem Crabbe is een verwoede SS’er, die door zijn dorpsgenoten wordt aanbeden als oorlogsheld. Wat zij niet weten, is dat Crabbe deserteerde tijdens de oorlog na het zien van dode kinderen. Crabbe zou volgens de dorpsverhalen tijdens de oorlog aan het Oostfront gesneuveld zijn. Hij speelt een belangrijke rol in het leven van Alessandra, Crabbe en zelfs Verzele, die een grote bewondering voor Crabbe koestert. Crabbe vertoont veel gelijkenissen met de historische figuur Reimond Tollenaere.[16]
- De Prefect is een strenge, autoritaire figuur die straffen uitdeelt op het Atheneum van Oostende. Orde is voor hem de belangrijkste norm. De Rijckel ziet de Prefect bijna als het middelpunt van het heelal. Hij hecht veel belang aan de manier waarop de Prefect hem ziet.[17]
- Sprange was de ordonnans van Crabbe tijdens de oorlog. Als beeldhouwer maakte hij idealiserende voorstellingen van Crabbe in de kasteeltuin.
- Alice Harmedam is de vrouw van Richard Harmedam en de moeder van Alessandra Harmedam. Voor dit huwelijk had zij een relatie met Maurice de Keukeleire.
- Maurice de Keukeleire is de biologische vader van Alessandra. Hij is de oprichter van het Verdinaso, waarmee Claus een duidelijke parallel met Joris van Severen trekt, de échte oprichter van het fascistische Verdinaso.
- Elizabeth is de ex-vrouw van De Rijckel. Hoe lang zij al gescheiden zijn, hoe oud Elizabeth juist is en of zij nu eigenlijk wel écht gescheiden is van De Rijckel, zijn slechts enkele van de vele raadsels waarvoor dit boek de lezer stelt, aangezien het talloze tegenstrijdigheden omtrent dit onderwerp bevat. Wat wel geweten is, is dat zij de leerling was van De Rijckel en dat zij op zestienjarige leeftijd een relatie met De Rijckel begon.
- Fredine is de verpleegster van De Rijckel wanneer hij in een psychiatrische instelling zit. Zij bezorgt hem het boekje dat hij zal gebruiken om zijn verhaal te vertellen. Fredine geeft de lezer meer informatie over hoe De Rijckel in een instelling terecht is gekomen.
- De Zigeunerin woont naast De Rijckel. Haar meest opvallende kenmerk is de belladonna-geur die zij volgens de beschrijvingen van De Rijckel voortdurend met zich meedraagt. Zij voorspelt de toekomst van De Rijckel.
- Dr. Korneel van den Broecke is de psychiater van De Rijckel. Hij geeft De Rijckel de opdracht om zijn relaas op papier te zetten. Van den Broecke staat aan het hoofd van de psychiatrische instelling waarin De Rijckel opgesloten zit.[17]

## Setting
De roman is gesitueerd in West-Vlaanderen rond 1960, vijftien jaar na de Tweede Wereldoorlog. Het hoofdpersonage Victor-Denijs de Rijckel beschrijft hoe hij de stad waar hij les geeft, Oostende, verlaat om op zoek te gaan naar een vrouw die hij op een gemaskerd bal ontmoette. Zijn zoektocht leidt hem naar het Kasteel Almout in Hekegem nabij Brugge.

### Ruimte
De locaties in De verwondering vinden hun oorsprong in de extraliteraire werkelijkheid, namelijk het naoorlogse West-Vlaanderen. De roman bevat zo een verifieerbare ruimte, namelijk Oostende, en een mythische ruimte, Hekegem.

#### Oostende
Oostende vormt de verifieerbare ruimte in de roman.  De stad bestaat namelijk echt, maar de locaties die Claus hier situeert zijn toch eerder symbolisch. De instelling waarin De Rijckel zich aan het begin van de roman bevindt, is de eerste locatie in Oostende. De Rijckel heeft er een eigen kamer, een begeleidend arts, en een verpleegster genaamd Fredine. Over de echtheid van die ruimte bestaat er wel onduidelijkheid. In de roman wordt namelijk niet expliciet vermeld dat het een instelling is. Aan de ene kant wordt De Rijckel in het Almoutverhaal in Hekegem gevangengenomen en verplaatst door enkele voormalige SS’ers. Aan de andere kant wordt hij volgens Fredine door zijn vrouw Elizabeth naar de instelling gebracht. De roman wordt althans ingeleid met de zin: “De leraar liep de twaalf meter van zijn kamer naar de lift in verwondering. Wachtte bij het traliewerk van de liftkooi. Stak drie vingers door de mazen.” Hiermee vangt de negatieve sfeer van de roman aan.
Oostende omvat vervolgens de hotelkamer waar De Rijckel verblijft en de school waar hij les geeft. Die twee locaties zijn gesitueerd in het verleden en geven een eerste voorzet voor de grimmige sfeer die Claus creëert in de roman. De Rijckel is namelijk een jaar geleden gescheiden van zijn vrouw Elizabeth en leeft nu alleen in een hotelkamer en ook op school voelt De Rijckel zich ellendig. Hij heeft weinig contact met zijn collega’s en zijn leerlingen en voelt zich bijgevolg weinig gerespecteerd. Hij zet zich voornamelijk af tegen de Prefect van de school. Wanneer De Rijckel dan gevraagd wordt om een speech voor hem te geven, zorgt zijn afkeer ervoor dat hij dit niet zal doen. De negatieve situatie waarin hij zich bevindt, spoort hem vervolgens aan om naar een gemaskerd bal te gaan in de plaats.
Het Bal van het Wit Konijn vindt ook plaats in Oostende. Het bal krijgt ook andere namen zoals het Bal van de Rat (door Albert Verzele), het Bal van de Dode Rat (door de sigarettenverkoper) en het Bal van de Dode Muis (door Teddy Maertens). Hier ontmoet De Rijckel Alessandra Harmedam voor het eerst. Die ruimte stelt het begin van zijn zoektocht vast. En leidt daarmee ook de mythische ruimte van de roman, namelijk Kasteel Almout, in.

#### Hekegem
De mythische ruimte in de roman is Hekegem. Hekegem bestaat niet, maar in de roman is het toch een dorp nabij Brugge. De Rijckel komt in Hekegem terecht door zijn zoektocht naar Alessandra. De eerste locatie in de ruimte is de herberg. De Rijckel keert steeds terug naar de herberg in zijn poging om meer over Alessandra en het Kasteel Almout te ontdekken. Hier komt hij veel te weten over Crabbe en het fascistische klimaat dat er in Hekegem heerst. De ruimte is zo thematisch geladen. De roman speelt zich dan ook af tegen die naoorlogse, Vlaams-fascistische achtergrond. Kasteel Almout is hiervoor de belangrijkste ruimte; hier komt het thema van het fascisme volledig tot uiting. Het hoofdpersonage bevindt zich in Kasteel Almout in een groep van voormalige oostfrontstrijders die hun verdwenen leider Crabbe herdenkt. Het fascisme draagt onvermijdelijk bij tot de negatieve sfeer in de roman: vijftien jaar na de oorlog ondersteunen enkele oud-SS'ers die ideologie nog steeds en het hoofdpersonage zit als gevolg van zijn interactie met dit fascisme in een instelling.
De mythische ruimte heeft bovendien een reële grond. Het komt namelijk overeen met een bestaand kasteel; Kasteel Drie Koningen in Beernem. Claus zelf werd in 1952 door gravin d’Hespel uitgenodigd om in dat kasteel een weekend door te brengen. De beschrijvingen van Kasteel Almout in de roman komen bijgevolg in grote mate overeen met dat Kasteel Drie Koningen: “een Frans herenhuis uit de negentiende eeuw.” Er is een laan met kastanjebomen en beuken, een piepend hekje, een tuin met beelden, een bijgebouw, een veranda, een tennisveld enz. Zelfs de vergaderzaal waar de oostfrontstrijders in de roman samenkomen, vertoont gelijkenissen als een langwerpige kamer met een glas-in-loodraam en een kloostertafel. Allemaal dus elementen die overeenkomen met een extraliteraire werkelijkheid.

### Tijd
Het verhaal van de roman is opgedeeld in 21 hoofdstukken. De hoofdstukken zijn verdeeld in vier delen: een dagboek, een verslag, een notitieboek, en een geheel van wij-passages. Het dagboek is verspreid over vier hoofdstukken, het verslag ook over vier, en het notitieboek over zes. Het geheel van wij-passages omvat ten slotte drie hoofdstukken en zou een onderdeel vormen van het notitieboek. In het laatste hoofdstuk worden de vertelstijlen door elkaar gebruikt. De roman is hierdoor niet chronologisch opgebouwd en bevat een aantal flashbacks. Het heden van de roman wordt neergeschreven in het dagboek van De Rijckel. Over een periode van iets langer dan een maand, van 18 oktober tot ergens eind november, beschrijft hij zijn huidige situatie in de psychiatrische instelling door middel van dagelijkse entries. Het verslag en notitieboek van De Rijckel spelen zich dan in het verleden af. In die teksten vertelt hij over gebeurtenissen uit het Almoutverhaal en verwijst hij ook terug naar de tijd voorafgaand aan zijn ontmoeting met Alessandra en zijn verkenning van Kasteel Almout. De gebeurtenissen die De Rijckel vertelt, zijn zo verspreid over een periode van ongeveer een maand. Het verloop van het verhaal is vervolgens moeilijk te volgen doordat de afwisselende vertelstijlen slechts zo'n korte periode weergeven. Bovendien overlappen de vertelstijlen af en toe ook, dezelfde gebeurtenissen worden zo soms in meerdere delen toegelicht.

## Thema's en motieven

### Repressie, fascisme en collaboratie
Claus heeft vele van zijn eigen ervaringen en trauma's verwerkt in zijn romans. De repressie had namelijk uiterst harde gevolgen voor zijn gezin. Terwijl zijn vader moest onderduiken voor wraakacties van de staat, verbleef de rest van het gezin noodgedwongen bij Claus' grootmoeder in tussentijd. Deze gevolgen worden duidelijk in verschillende scènes in De verwondering, waaronder degene waarin de oude Richard Harmedam verplicht moet knielen aan het monument van een stervende soldaat en de voet van het beeld moet kussen. Deze scène vertoont treffende gelijkenissen met de executie van Louis Desmet, een collaborerende stadssecretaris uit Kortrijk, waar Claus tevens zelf bij was. Ook het nazisme en fascisme als ideologieën worden in vraag gesteld in de roman. De complexe verhaallijn en structuur van het boek dragen bij tot een problematische vertelling van het verhaal waardoor de roman op een meer impliciet, vormelijk niveau gelezen kan worden als ideologiekritisch. Daarbij laat hij ook zijn eigen trauma's en onzekerheid omtrent de collaboratie en repressie doorsluimeren in enkele van zijn personages. De protagonist, Victor-Denijs De Rijckel, komt over als een onzeker karakter met een minderwaardigheidscomplex. De Rijckel is een onbetrouwbare verteller. Hij is verward en spreekt zichzelf soms tegen. Veel van wat hij vertelt, kan echt gebeurd zijn, maar het is evengoed mogelijk dat hij het zich slechts ingebeeld heeft. Fredine geeft een compleet andere verklaring voor zijn psychiatrische opname dan hijzelf. De diagnose van dr. Van den Broeck komt de lezer nooit te weten, maar het feit dat De Rijckel vier verschillende handschriften heeft en zijn overtuiging dat Crabbe in zijn lichaam woont, zouden op een dissociatieve identiteitsstoornis kunnen wijzen. De protagonist streeft in dit alles naar zekerheid, maar raakt volgens Claus tijdens zijn zoektocht naar de 'toestand' van zekerheid steeds verder verstrikt in onzekerheden. Claus trekt de lijn door naar de gehele maatschappij waarin de moderne mens steeds omringd wordt door nieuwe dingen zoals televisie en radio, maar deze dingen niet tot in de kern kan vatten. De leraar in het boek wil een soort zekerheid achterhalen en tracht hierdoor een toestand te verduidelijken in zichzelf, maar hij raakt echter steeds dieper verstrikt in onzekerheden. In deze onzekerheid kan de lezer een jonge Claus herkennen, omdat deze werd meegesleurd in het nazigezinde netwerk van zijn ouders en uiteindelijk lang niet kon uitmaken welke kant nu werkelijk "de juiste" was tijdens en na de oorlog.

### Het oedipuscomplex
De roman bevat enkele impliciete verwijzingen naar de Oedipusmythe. Vooral het personage van Crabbe wordt bestempeld als een gefaalde Griekse held die enkele gelijkenissen vertoont met de figuur van Oedipus. Crabbe was namelijk een vondeling die een ongezonde oedipale moederverbinding had ontwikkeld met zijn pleegmoeder Alice. Zijn pleegvader Richard wordt hier als een gecastreerde, impotente figuur neergezet op de achtergrond. Deze vergelijkingen zijn van seksuele aard. Voorts zijn er ook suggesties naar seksuele impotentie te vinden die verband houden met de Vlaams-nationalistische beweging die gerepresenteerd wordt in het verhaal. De roman kan met andere woorden ook in een algemener opzicht gelezen worden als een ontmaskering van het oedipale verlangen naar een 'moederlijke aanwezigheid'. Dit moederverlangen symboliseert het verlangen naar een verloren eenheid, die in politiek opzicht de eenheid van 'het volk' en 'de staat' vertegenwoordigt. Vooral de scène waarin een groep gelijkgezinden op Kasteel Almout verzamelt voor een congres omtrent het Vlaams-nationalisme, draait rond dit oedipuscomplex en het sentiment naar de tijd van weleer.

### De heldenreis
Claus had een bijzondere fascinatie voor heroïsme. Hierdoor loopt het motief van de heldenreis als een rode draad door De verwondering. De queeste naar het Kasteel Almout volgt het patroon van de "klassieke heldenreis" waarin de held in wording toegeeft aan de lokroep van het avontuur. Deze held in kwestie is de leraar, die samen met zijn trouwe helper Albert Verzele "afdaalt in een onderwereld" waarin ze tegenstanders uitschakelen, demonen overwinnen en waarin het ultieme doel de prinses is, equivalent van het 'sacrale object'. Op het eerste gezicht lijkt ontsnappen uit de hachelijke onderwereld onmogelijk, maar op het einde bereikt de held zegevierend de vertrouwde wereld. "Gelouterd door het avontuur en als het ware herboren, is hij klaar om een nieuwe verantwoordelijkheid te dragen". Deze clichés zijn in grote lijnen terug te vinden in het Almoutverhaal, maar ze worden op een komische manier verdraaid en ontmandeld. Het wordt gebracht als een bittere parodie waarin de held zichzelf voor schut zet en zich als het ware profileert als de ultieme antiheld die zijn avontuur besluit zoals hij eraan was begonnen: als een gevangene achter de tralies. Hij gaat er uiteindelijk niet vandoor met een prinses, een graal en ook geen triomf. Voor iemand wiens naam letterlijk 'overwinnaar' betekent (zie: Victor), is dit pijnlijk ironisch. Desalniettemin maakt De Rijckels onzekere mentale toestand geen inbreuk op de hele heldenreis. De Rijckel zou in zijn waanzin namelijk iets aan het licht willen brengen, zoals Hamlet in de tragedie van Shakespeare doet. De leraar gaat uiterst "opvallend en beheerst te werk", zijn verslag van de queeste lijkt wel een "geregelde, planmatig uitgevoerde verwarring" waarin een methode schuilgaat. De Rijckel heeft een bepaalde systematiek in zijn verhaal, dit wijst er op dat hij dus toch niet volledig krankzinnig is. Victor durft zijn eigen waanzin te verdedigen, hij probeert meermaals zijn mentale toestand te verantwoorden tegenover de lezers. Volgens hem was het "een begrijpelijke reactie op de corrupte gang van zaken in de volwassen wereld". De leraar is uiteindelijk de enige is “die zijn zwakheid en tekortkomingen onder ogen durft te zien”.

### Verwonderings- en spiegelmotief
De verwondering en "verwonderd zijn" an sich zijn ook belangrijke thema's in de roman. De woorden 'verwonderen', 'verwonderlijk', 'verwonderd' en 'wonderlijk' keren vaak terug in het verhaal. In de scène waarin De Rijckel een zwart fluwelen masker koopt voor het Bal van het Wit Konijn inspecteert hij zichzelf grondig in een spiegel. De leraar bekijkt zijn gezicht en de winkeljuffrouw laat hem wijselijk begaan, want "dergelijke verwondering was haar dagelijks brood". Het gaat echter niet enkel over de verwondering van de protagonist in het verhaal, maar ook andere personages worden van tijd tot tijd verwonderd.

## Intertekstualiteit
Tijdens het schrijfproces behielp Claus zich met allerlei "zaken van buitenaf". De collaboratie en repressie in Vlaanderen zijn twee grote thema's in het werk, wat ertoe heeft geleid dat bepaalde personages zijn gebaseerd op historische figuren. Zo vertoont het personage van Maurice De Keukeleire bijvoorbeeld significante gelijkenissen met Joris Van Severen, de oprichter van het fascistische Verdinaso-verbond. Bovendien kan het geen toeval zijn dat Claus in 1947 nog mee heeft gewerkt aan een weekblad dat 'het solidarisme' van Van Severen als een 'redmiddel' zag. Dat weekblad had de naam Branding gekregen, een titel die tevens in de roman wordt vernoemd. Ook Crabbe lijkt enigszins gebaseerd te zijn op een historisch figuur, namelijk dat van Reimond Tollenaere. Net als Crabbe die De Keukeleire als zijn leermeester beschouwde, zag Tollenaere Van Severen als de zijne. Vooral de 'martelaarsstatus' van Tollenaere wordt door Claus in de roman op Crabbe geprojecteerd. Naast historische verwijzingen, kan de lezer ook een knipoog opmerken naar de Engelse en Duitse literatuur wat aansluit bij het vakgebied van de leraar. In het eerste hoofdstuk kan de lezer een verwijzing opmerken naar het werk Aus dem Leben eines Taugenichts van Joseph von Eichendorf. In beide gevallen is er sprake van een gemaskerd bal en kampen beide protagonisten enigszins met een minderwaardigheidscomplex. Een andere explicietere verwijzing is die naar Emily Dickinson, van wie de leraar een gedicht - foutief - citeert. Daarbij speelt ook Alice's adventures in Wonderland van Lewis Carroll een rol in De verwondering. In het werk van Carroll beleeft het hoofdpersonage, Alice, een avontuur nadat ze in een diep konijnenhol valt en terechtkomt in een mysterieuze wereld, die helemaal anders is dan de hare. Ze besluit deze wereld te verkennen met behulp van een gids, het witte konijn met het vestje en het uurwerk. Claus gebruikt Alice's adventures in Wonderland als hypotekst voor zijn eigen roman, voornamelijk in het eerste hoofdstuk. Daardoor kan De verwondering ook gelezen worden als "een afdaling in een andere, mysterieuze wereld - hetzij die van een grimmig verleden, hetzij die van de eigen psyche- waar bizarre avonturen beleefd worden". Of de queeste van De Rijckel echter een droom is of een waargebeurd avontuur, blijft onduidelijk. Verder zijn er ook enkele knipogen naar de Griekse mythologie op te merken. Zo refereert niet enkel de titel van de roman aan Aristoteles, maar ook de gehele structuur kan hiermee in verband worden gebracht. De vijf hoofdstukken waarin de roman is opgedeeld en de commentariërende passages wijzen op een klassieke tragedie. Een klassieke tragedie bestaat namelijk uit “vijf bedrijven waarin het koor commentaar levert op de actie”. De Divina Commedia van Dante is ook in zekere mate aanwezig in het verhaal. Zo vertoont de zoektocht die De Rijckel onderneemt om Sandra te vinden parallellen met de reis die Dante onderneemt voor Beatrice. Ook de dieren waarmee Victor wordt geconfronteert en de vergelijking tussen Verzele en Vergile worden met dit werk in verband gebracht.
De Rijckel wordt door theoretici ook weleens de titel 'korengod' toegekend. Deze term stamt uit de theorie van James Frazer, die steeds terugkerende patronen opmerkte in mythen uit verschillende culturen. Een van deze patronen was die van de vruchtbaarheidsgodin, de 'korenmoeder', zoals Frazer die noemde. Haar dochter stelde de dood voor en moest jonge korengoden verleiden om een goede oogst te verzekeren. Een goed voorbeeld van zo'n 'korendochter' is Persephone, een personage uit de Griekse mythologie. Haar moeder was vruchtbaarheidsgodin Demeter. Persephone werd door Hades ontvoerd om mee over de onderwereld te heersen. Wanneer halfgod Hermes haar komt redden, bijt zij van een granaatappel, wetende dat dit haar terugkeer naar de onderwereld verzekert. In De Verwondering verwijst Claus op verschillende manieren naar zowel de Griekse mythe van Persephone als de theorie van Frazer. Zo bij Alessandra in een tennisbal die als 'granaat' wordt beschreven. Daarnaast woont zij in het dorpje Almout, wat ook gelezen kan worden als Al-koren. Zowel Crabbe als De Rijckel worden door Alessandra verleid, wat van beide mannen 'korengoden' maakt

## Stijl en taal

### Taal
Taal kan niet objectief zijn. In De verwondering hanteert Claus verschillende registers. Het taalgebruik van de Prefect in het verhaal geeft dit heel duidelijk weer. In het bepaalde fragmenten lijkt de Prefect heel formeel, protserig Nederlands te spreken. Andere fragmenten waarin de Prefect aan het woord komt tonen een heel ander taalgebruik, eerder standaardtaal. Claus laat zijn personages telkens op een andere manier spreken omdat hij wil laten zien dat hoofdpersonage De Rijckel de werkelijkheid niet helemaal objectief weergeeft. Daarnaast is het nog belangrijk om te vermelden dat Claus vaak gebruik maakt van homonymie in De verwondering. Dit veroorzaakt verwarring bij de lezer. Claus toont hiermee opnieuw aan dat taal op verschillende manieren geïnterpreteerd kan worden, afhankelijk van de context, de sprekers, en de luisteraars.

### Stijl
Herhaling lijkt voor Claus een geliefkoosde stijlfiguur. Zo herhaalt De Rijckel bijvoorbeeld telkens opnieuw dat hij leraar Engels-Duits is. Hij lijkt ook vaak passages of bepaalde woorden te herhalen. Claus doet dit om een duidelijk beeld te schetsen van zijn personages. Wanneer De Rijckel steeds opnieuw herhaalt dat hij leraar Engels-Duits is, benadrukt Claus dat dit voor De Rijckel iets heel belangrijks is. Andere passages over de Rijckel benadrukken dan weer hoe doelgericht hij is, bijvoorbeeld wanneer hij blijft herhalen dat hij naar school wandelt. De verwondering staat vol van dit soort herhalingen. Niet alleen De Rijckel, maar ook alle andere personages worden op deze manier gekarakteriseerd. Deze techniek maakt de leeservaring een stuk intenser wordt.
De dagboekfragmenten zijn een voorbeeld van stream of consciousness: De Rijckel geeft zijn gedachten weer op het moment van het schrijven zelf. Zo kan het voorvallen dat hij stilvalt halverwege een zin en zich niet herinnert hoe hij verder wilde gaan.
In De verwondering kiest Claus bovendien vaak voor discontinuïteit. Hij creëert zinnen, woorden of passages die de lezer vreemd en misplaatst lijken. Dit doet hij bijvoorbeeld wanneer hij plots overgaat van een beschrijving naar een citaat. Een voorbeeld hiervan:
“De jonge vrouw speelde met een sigaret, de leraar gaf haar vuur, zij zoog, haar wangen holden zich uit, zij staarde hem aan. Daimoon. ‘Bent u al lang in het land?’ Vroeg zij”.
Opmerkelijk in deze zin is de manier waarop De Rijckel heel plots een eigen opmerking geeft: ‘Daimoon’. Door de beschrijving te doorbreken en een woord tussen te voegen dat de lezer niet verwacht, creëert Claus een gevoel van vervreemding bij de lezer. Op deze manier wordt aan de lezer duidelijk gemaakt dat De Rijckel er heel vreemde gedragingen op nahoudt. Een ander voorbeeld van discontinuïteit doet zich voor wanneer de Heilige Maagd Maria en het woord 'pietje' in één adem worden genoemd. Dit is een schrijfwijze die Claus vaak hanteert, meestal om zijn lezers te choqueren.

## Context en ontstaansgeschiedenis

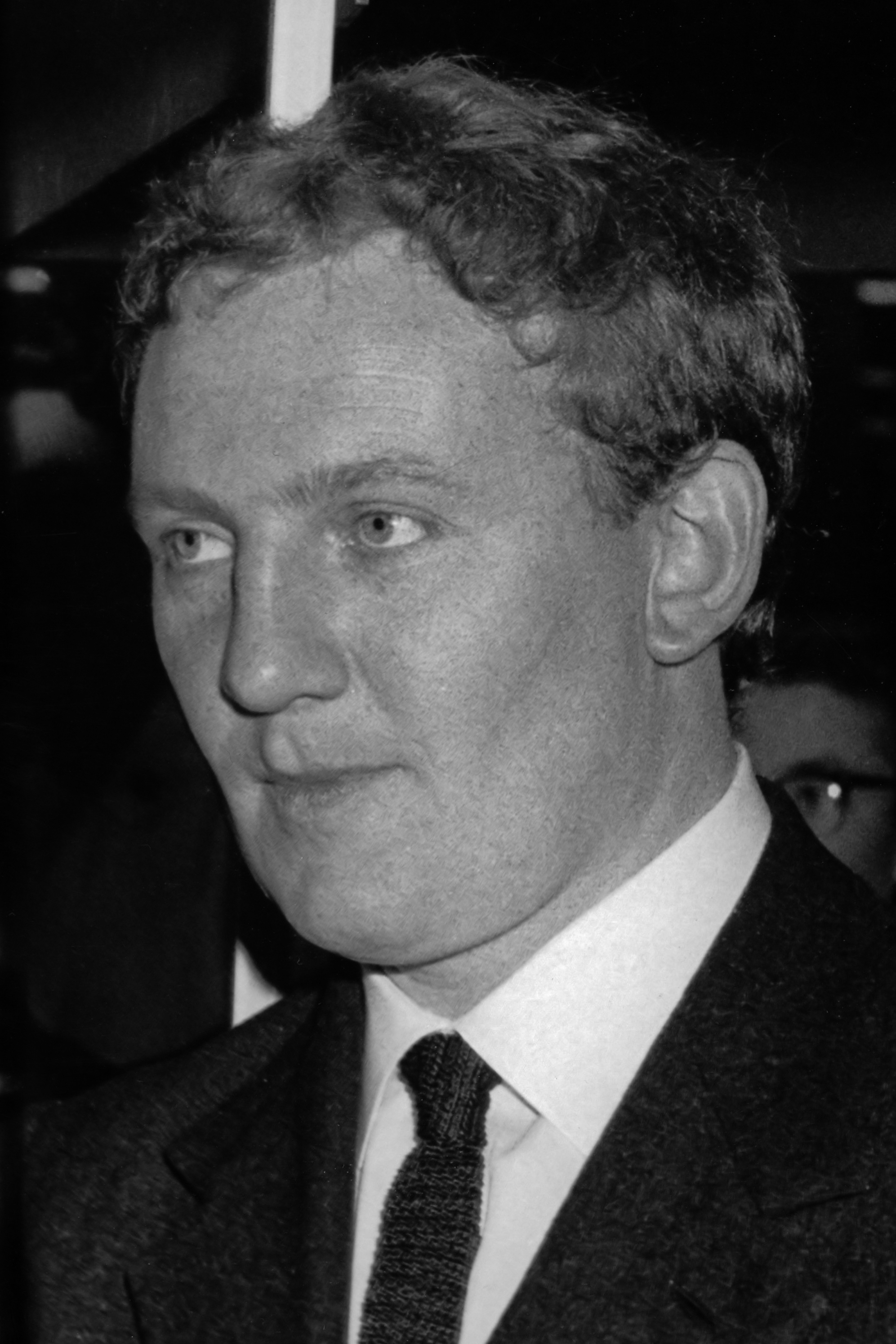
Hugo Claus in de jaren '60.

### Ontstaansgeschiedenis
De publicatie van De verwondering laat relatief lang op zich wachten. Pas zes jaar na De koele minnaar rolt de roman in voorpublicatie in het Nieuw Vlaams Tijdschrift van de persen waar hij in zes opeenvolgende afleveringen (van februari tot juli 1962, jaargang 15) wordt aangeboden. Het lange wachten is onder andere te wijten aan het lange voorbereidingsproces waar Claus doorheen moet alvorens hij kon beginnen met schrijven. Hij behielp zich namelijk met allerlei 'zaken van buitenaf', zoals studies over collaboratie, oorlogsromans en "obscure blaadjes van oud-oostfrontstrijders." Diverse hieraan ontleende gegevens en anekdotes verwerkte hij uiteindelijk in zijn verhaal. In 1955 zou hij voor de eerste keer in een interview aankondigen dat hij bezig is aan twee nieuwe romans. De eerste roman geeft hij aanvankelijk de titel De verwondering om Crabbe waar hij aan toevoegt dat het zal gaan over "de Vlaamse wantoestanden." De titel verandert tijdens het schrijfproces ettelijke keren en "toen Claus op 4 april 1961 voor het eerst sinds 1955 weer in de openbaarheid over zijn roman sprak, zou hij zelfs geen titel meer noemen." Al snel bleek uit de zaken die Claus prijsgaf dat het geen gemakkelijke roman zou worden. "Hij had de lat namelijk erg hoog gelegd voor zichzelf. Hij wou duidelijker dan ooit de intellectuele portée van zijn aandrift laten gelden door een helder beeld te schetsen van de achtergrond van Vlaanderen." In 1962 wordt De verwondering eindelijk gepubliceerd in boekvorm bij uitgeverij De Bezige Bij. Het lange wachten op de roman zou te maken kunnen hebben met Claus' toneelstuk Het lied van de moordenaaruit 1957. Afgezien van het feit dat er een personage is dat ook Crabbe heet, bevat het toneelstuk gelijkaardige thema's. Het stuk draaide echter uit op een pijnlijke flop, wat de reden kan geweest zijn dat De verwonderingpas zes jaar na De koele minnaar werd uitgegeven.

### Context
Het mag geen toeval heten dat de repressie als een rode draad door de roman loopt. Hugo Claus zou namelijk als geen ander op twaalfjarige leeftijd geconfronteerd worden met de bittere realiteit van de Tweede Wereldoorlog. Het enige verschil met ongetwijfeld vele anderen, is het feit dat Claus enigszins gefascineerd leek te zijn door de flitsende taferelen die de oorlog met zich meebracht. "Vanuit het dakraam van zijn ouderlijk huis genoot de twaalfjarige van een vlammend Kortrijk, de meest gebombardeerde stad van België, weigerde om tijdens luchtaanvallen de schuilkelders op te zoeken [en] jouwde zijn angstig biddende ouders uit." Claus vader Jozef was tijdens de oorlog actief in het Vlaams Nationaal Verbond en "liet zijn persen draaien voor de Duitsers." Tijdschriften zoals Volk en Staat en Signaal slingerden daarbij ook vrij rond ten huize Claus en de jonge Hugo las deze tijdschriften dan ook gretig door. Tijdens het schrijfproces van De verwondering vertelt Claus in een interview met Wim Kok uit 1961 dat hij zich bezighoudt met "de psychologische na-invloeden van de oorlog in West-Vlaanderen." Hij vermeldt de collaboratie met Duitsers en voegt hieraan toe dat bij ons het verzet gering was. In zijn roman tracht hij enige facetten van deze houding te belichten, maar niet op een verontschuldigende of aanvallende manier. Na de oorlog moet Claus' vader noodgedwongen onderduiken voor 'wraakacties' van de staat, maar Hugo blijft zich in de eerste naoorlogse jaren voortbewegen in zwarte milieus, "waar de uiterst onrechtvaardig ervaren 'repressie' tot weinig zelfkritiek en veel rancune aanzette." Desalniettemin geeft De verwonderingeen helder beeld van een schrijver die "op het midden van zijn levenspad [probeert] te achterhalen hoe eendimensionale fantasieën over heldendom en viriliteit, in combinatie met een groot zuiverheidsverlangen en radicaal racisme, zijn jongere ik zo gemakkelijk hadden kunnen inpalmen."

## Waardering

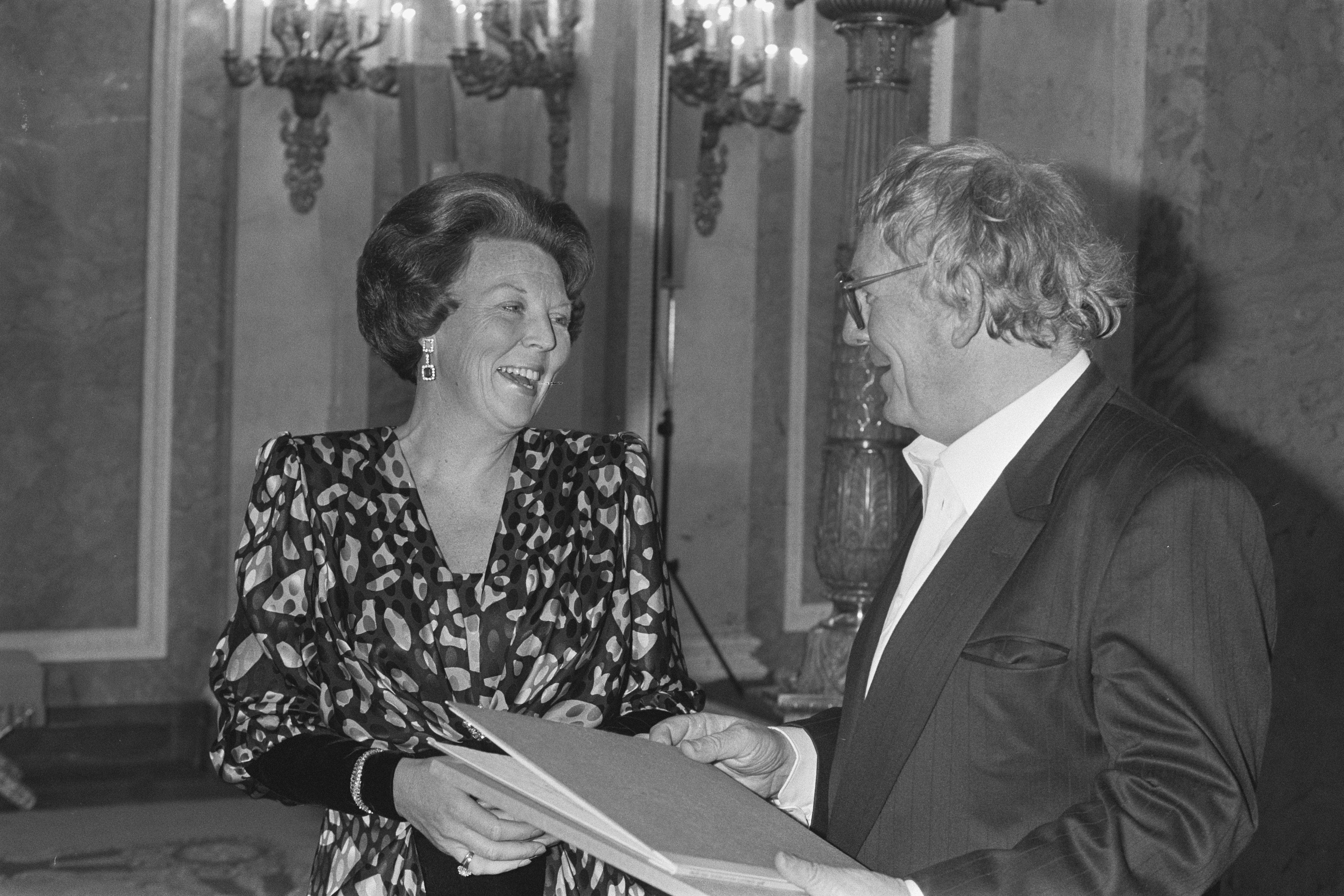
Hugo Claus krijgt de Prijs der Nederlandse Letteren uit handen van Koningin Beatrix in 1986.

In een van de naslagwerken over De verwondering werd gekeken naar de reactie van Nederlanders en Vlamingen op de roman en hoe die vaak toch heel wat verschilde. In Vlaanderen werd het boek positiever ontvangen dan in Nederland. In Vlaanderen besteedde men vooral veel aandacht aan de maatschappelijke achtergrond van de roman en in Nederland keek men vooral naar "kwesties als de complexe structuur, compositie en inleefbaarheid." Ook de reactie op het oorlogsthema is heel verschillend tussen Vlaanderen en Nederland. "De context van collaboratie, zuivering en naoorlogse verwerking van de Duitse bezetting" was in Vlaanderen een totaal andere kwestie en werd door de Vlaamse recensenten dan ook veel uitvoeriger besproken dan de Nederlandse recensenten deden. Het feit dat De verwondering in Vlaanderen positiever werd ontvangen dan in Nederland, vond Joris Duytschaever “een merkwaardige afwijking van het receptiepatroon.” De meeste liefhebbers van Hugo Claus woonden voornamelijk in het noorden en dat is ook de plek waar zijn literaire talent het eerst werd gewaardeerd. Volgens Erik Spinoy waren de eerste reacties na het verschijnen van de roman niet positief. In Nederland vonden de lezers het verhaal te moeilijk en in Vlaanderen waren de wondes van de collaboratie nog vers. Het feit dat Claus de collaboratie zo openlijk ter sprake bracht, werd hem door vele Vlamingen niet in dank afgenomen.
De reacties van recensenten waren gemengd. Enkelen vonden het een saaie roman en “verveling is het ergste waaraan een beroepslezer blootstaat." Een andere recensent beweerde dan weer dat Claus zelf in de verwondering was blijven steken en dat de roman daardoor geen succes was. Hoewel de roman voor sommigen een teleurstelling was, twijfelde niemand aan het literaire talent van Claus. Zijn “reputatie als wonderkind en bijzonder talent [blijkt] stevig gegrondvest." Naast deze negatieve commentaren, waren ook heel wat mensen laaiend enthousiast over de roman, het benaderde zelfs "op verbluffende wijze de perfectie" en het was een echt "meesterwerk."  Hoewel iedereen wel inzag dat de structuur van de roman moeilijk was, was het gepuzzel wel de moeite waard.
In 1963 won Claus met zijn roman het Referendum der Vlaamse Letterkunde, maar deze onderscheiding weigerde hij. In 1964 won De verwondering de August Beernaertprijs.

## Vertalingen en adaptaties

### Vertalingen
De roman werd vertaald in acht talen. De eerste vertalingen verschenen in de jaren zeventig: in 1977 publiceerde Editions Complex de Franse versie L’étonnement (vertaald door Maddy Buysse) en in 1979 publiceerde Volk und Welt de Duitse versie Die Verwunderung (door Udo Birckholz). De eerste Engelse vertaling, Wonder door Michael Henry Heim, werd uitgegeven door Archipelago Books in 2009. Verder zijn er vertalingen van de roman in het Slowaaks (Úžas), Zweeds (Förundran), Spaans (El asombro), Russisch, en Koreaans.
De Nederlandse versie van de roman werd twintigmaal herdrukt; voornamelijk door De Bezige Bij, maar ook tweemaal door Querido. In maart 2018, tien jaar na de dood van Claus, publiceerde De Bezige Bij de meest recente editie: een speciale, kritische editie van de tekst door Kevin Absillis en Wendy Lemmens. Deze kritische editie gebruikte de originele tekst, dus de allereerste druk, als basistekst.

### Adaptaties
In 2014 ging de theateradaptatie De verwondering in première. De voorstelling werd geproduceerd door het Toneelhuis en geregisseerd door Bart Meuleman. Meuleman vereenvoudigde de tekst voor de productie zodat de toeschouwer de verhaallijn probleemloos kon volgen. Zijn bewerking van de tekst werd in januari 2014, kort voor de première, uitgegeven door Bebuquin. De voorstelling toerde vervolgens van eind Januari tot begin Maart rond Vlaanderen en bracht in totaal 20 opvoeringen. Het verhaal wordt gespeeld door Laurence Roothooft, Jonas Vermeulen, Hendrik van Doorn, Mark Verstraete, Koen de Sutter, Anouck Luyten, Tomas Pevenage, en Manou Kersting.